# 丸橋良雄
丸橋 良雄（まるはし よしお、1951年 - ）は、日本の英文学者。京都大学名誉教授。専門はイギリス演劇。

## 人物・経歴
1974年京都府立大学文学部英文科卒業。1976年京都大学大学院文学研究科英文学専攻修士課程修了、京都大学文学部助手。大阪市立大学文学部講師、同助教授、京都大学総合人間学部助教授、同教授。2002年日本演劇学会理事。2003年京都大学大学院人間・環境学研究科教授。2016年定年退職、京都大学名誉教授、神戸女子大学文学部英語英米文学科教授。2021年退職。

## 著書
- 『英国喜劇論集：シェイクスピアと風習喜劇の作家たち』あぽろん社 1999年
- 『英国演劇論叢』京大出版センター 2003年
- 『現代英国フォーカス』（日高真帆、伊藤恵一他と共著）郁文堂 2007年
- 『英国演劇の真髄：ユーモア・ウィット・エキセントリシティ』（日高真帆と共著）英光社 2010年
- 『女性・演劇・比較文化』（編著）英光社 2010年
- 『比較文化の響宴』（編）英光社 2011年
- 『越境する文化』（編）英光社 2012年
- 『比較文化への視点』（ルッケル瀬本阿矢、西美都子と共編著）英光社 2013年
- 『比較文化のまなざし』（坂元敦子、内田朋子と共編著）英光社 2014年
- 『比較文化：グローバルコミュニケーション』（伊藤佳世子、佐川昭子他と共編著）英光社 2015年
- 『比較文化論叢：異文化の懸け橋』（日高真帆、西山幹枝と共編著）英光社 2017年
- 『比較文化の語らい』（湯谷和女、坂元敦子と共編著）英光社 2018年
- 『比較文化から観るグローバリゼーション』）林マーシャ、西山幹枝と共編著）英光社 2019年
- 『混沌と共存する比較文化研究』（伊藤佳世子と共編著）英光社 2020年